# Idealno loša
Idealno loša – trzynasty album studyjny serbskiej piosenkarki Cecy Ražnatović. Płyta została wydana 17 czerwca 2006 roku. Album promowała trasa koncertowa Grom, która rozpoczęła się od koncertu na belgradzkim Ušću 17 czerwca 2006 roku.

## Lista utworów
| Nr  | Tytuł utworu           | Słowa                                   | Muzyka                     | Długość |
| --- | ---------------------- | --------------------------------------- | -------------------------- | ------- |
| 1.  | „Lepi grome moj”       | Marina Tucaković, Ljiljana Jorgovanović | Aleksandar Milić Mili      | 4:41    |
| 2.  | „Idealno loša”         | Marina Tucaković, Ljiljana Jorgovanović | Aleksandar Milić Mili      | 4:03    |
| 3.  | „Manta, manta”         | Marina Tucaković, Ljiljana Jorgovanović | Aleksandar Milić Mili      | 3:23    |
| 4.  | „Pile”                 | Marina Tucaković                        | Aleksandar Milić Mili      | 4:25    |
| 5.  | „Čulo bola”            | Marina Tucaković                        | Aleksandar Perišić Romario | 2:53    |
| 6.  | „Ponuđen k'o počašćen” | Marina Tucaković                        | Aleksandar Milić Mili      | 4:43    |
| 7.  | „Koža pamti”           | Marina Tucaković, Ljiljana Jorgovanović | Aleksandar Perišić Romario | 3:39    |
| 8.  | „Čudo”                 | Marina Tucaković, Ljiljana Jorgovanović | Aleksandar Milić Mili      | 3:49    |
| 9.  | „Viski”                | Marina Tucaković                        | Aleksandar Milić Mili      | 3:26    |
| 10. | „Rekom bez vode”       | Marina Tucaković                        | Aleksandar Milić Mili      | 4:19    |
|     |                        |                                         |                            | 39:21   |

## Teledyski
Do piosenki Lepi grome moj  zrealizowano teledysk.
- Lepi grome moj – reżyseria: Peđa Marković[1]

## Twórcy
Svetlana Ceca Ražnatović – wokal
Aleksandar Milić Mili – wokal wspierający (piosenki 2, 4, 8), produkcja muzyczna, aranżacje
Marija Marić – wokal wspierający
Željko Joksimović – gościnnie wokal (piosenka 1)
Petar Trumbetaš – gitara akustyczna, gitara elektryczna, buzuki
Nenad Gajin – gitara akustyczna, gitara elektryczna
Ištvan Mađarić  – gitara basowa
Aleksandar Krsmanović  – akordeon
Miroljub Todorović – frula, flet
Branko Bošković – perkusja
Ivan Ilić – puzon
Bojan Vasić  – instrumenty klawiszowe
Goran Radinović, Uroš Marković  – inżynierzy dźwięku
Tim Young  – mastering
Goran Radinović – programowanie, instrumenty klawiszowe
Igor Malešević – programowanie (rytm)
Peca Ristić – opracowanie graficzne
Milovan Knežević, Miloš Nadaždin – fotografie
Svetlana Bubanja  – fryzury
Saša Vidić – stylizacja
Dragan Vurdelja – makijaż